# Equipo de Fed Cup de Austria
El Equipo de Copa Billie Jean King de Austria es el equipo representativo de Austria en la máxima competición internacional a nivel de naciones del tenis femenino. Su organización está a cargo de la Osterreichischer Tennisverband.

## Historia
Su mejor actuación en la Billie Jean King Cup por BNP Paribas fueron las semifinales 1990, 2002, 2004.